# UFC 201
UFC 201: Lawler vs. Woodley var en MMA-gala som arrangerades av Ultimate Fighting Championship och ägde rum 30 juli 2016 i Atlanta i USA. 

## Resultat
1. ↑  Titelmatch i weltervikt.